# Dasypogonaceae

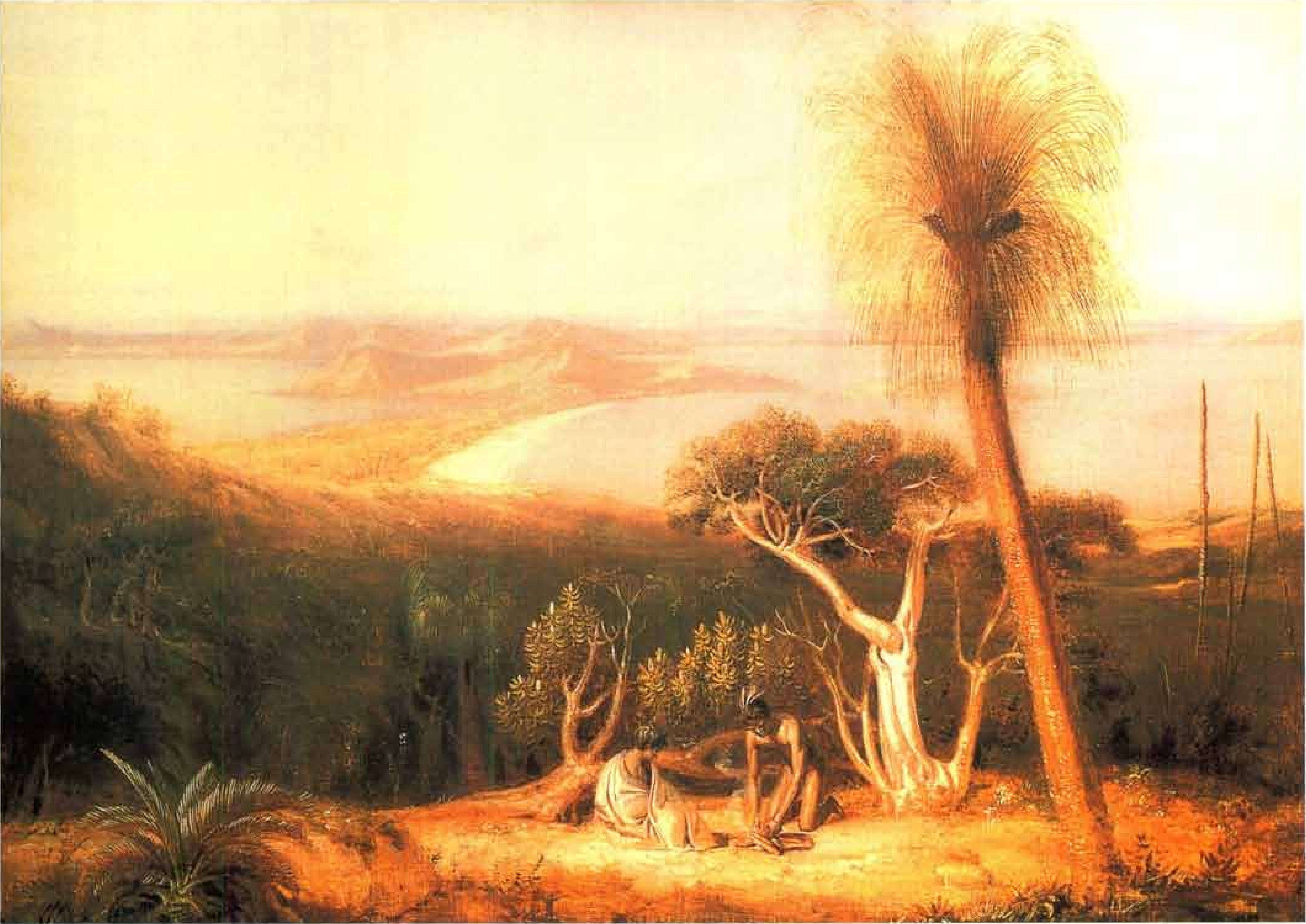
Kingie na kresbě z počátku 19. století

Dasypogonaceae je čeleď jednoděložných rostlin, řazená v současném systému (APG IV) do řádu arekotvaré. Její zástupci jsou byliny i dřeviny s úzkými střídavými listy. Květy mají šestičetné okvětí a jsou buď jednotlivé nebo nahloučené v kulovitých hlávkách. Čeleď zahrnuje 16 druhů ve 4 rodech a je rozšířena výhradně v jihozápadní a jižní Austrálii. Rod kingie poněkud připomíná svým vzhledem žlutokap, rozšířený rovněž v Austrálii.

## Popis
Zástupci čeledi jsou keře i stromy se zkráceným nebo dlouhým kmenem, řidčeji i vytrvalé byliny s oddenky. U rodu kingie je kmen pokryt vytrvalými bázemi listů prorostlými vzdušnými kořeny. Listy jsou úzké, čárkovité až řemenovité, celokrajné, přisedlé, střídavé a většinou spirálně uspořádané, u některých zástupců nahloučené v přízemní nebo vrcholové růžici, na bázi s dobře vyvinutými listovými pochvami. Čepel listů mívá na řezu tvar písmene V nebo U. Žilnatina je souběžná.
Květy jsou oboupohlavné, jednotlivé (Baxteria, Calectasia) nebo nahloučené v kulovitých hlávkách (Kingia, Dasypogon). Okvětí je smetanově bílé, hnědočervené nebo purpurové až modré, tenké nebo dužnaté, vytrvalé, uspořádané ve 2 podobných, trojčetných kruzích. Okvětní lístky jsou volné, na bázi srostlé nebo srostlé v trubičku. Tyčinek je 6 a zpravidla jsou přirostlé k bázi okvětí. Semeník je svrchní, srostlý ze 3 plodolistů a nese jednu čnělku zakončenou hlavatou nebo trojlaločnou bliznou. Obsahuje většinou 3 komůrky, u rodu Calectasia je komůrka jedna. Každý plodolist obsahuje po 1 (až 2) vajíčku. Plody jsou většinou nepukavé a obalené vytrvalým okvětím, u rodu Baxteria je plodem explozivně pukající tobolka. Semena jsou bledě žlutá a kulovitá.

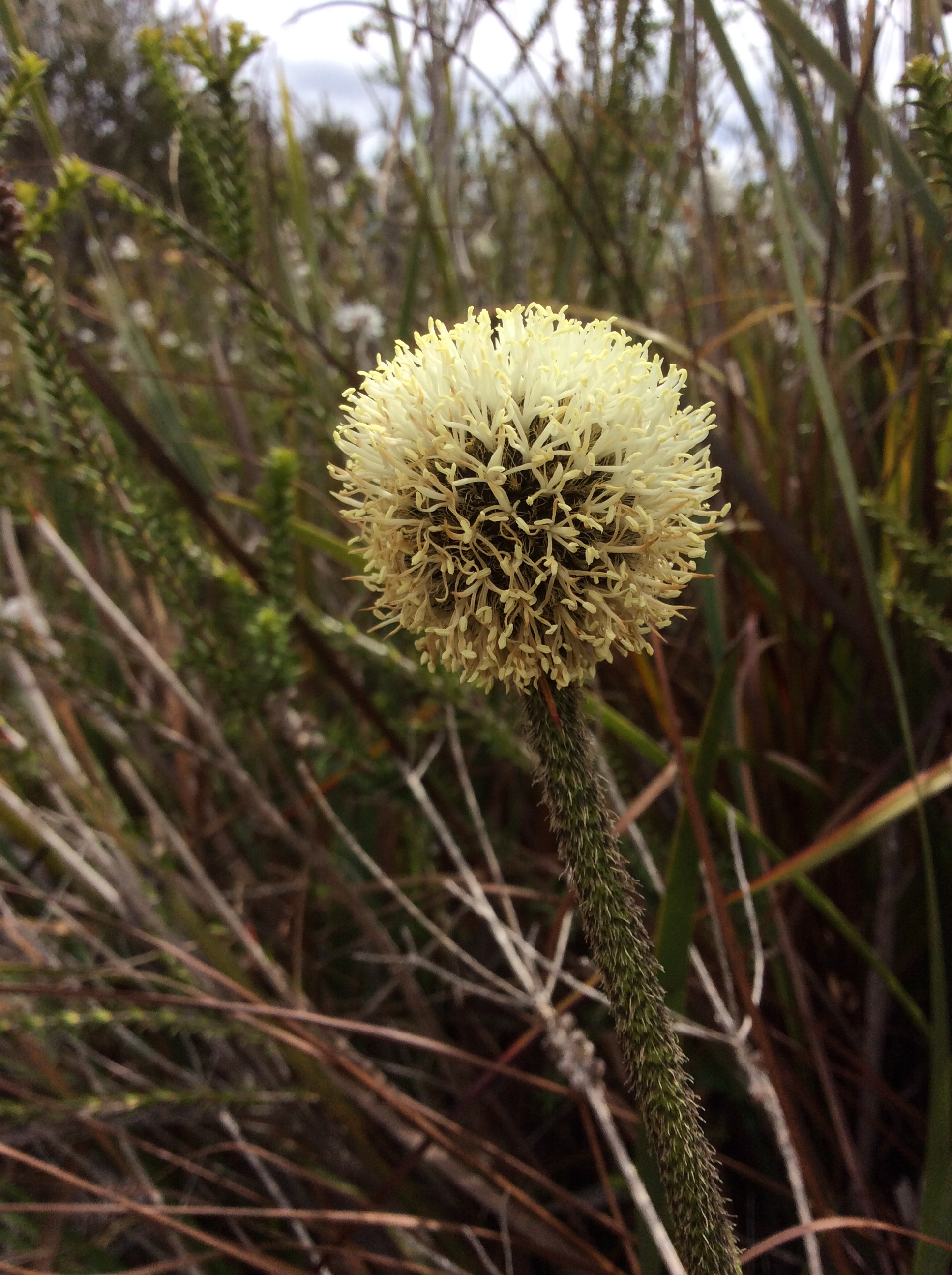
Květenství Dasypogon bromelifolius
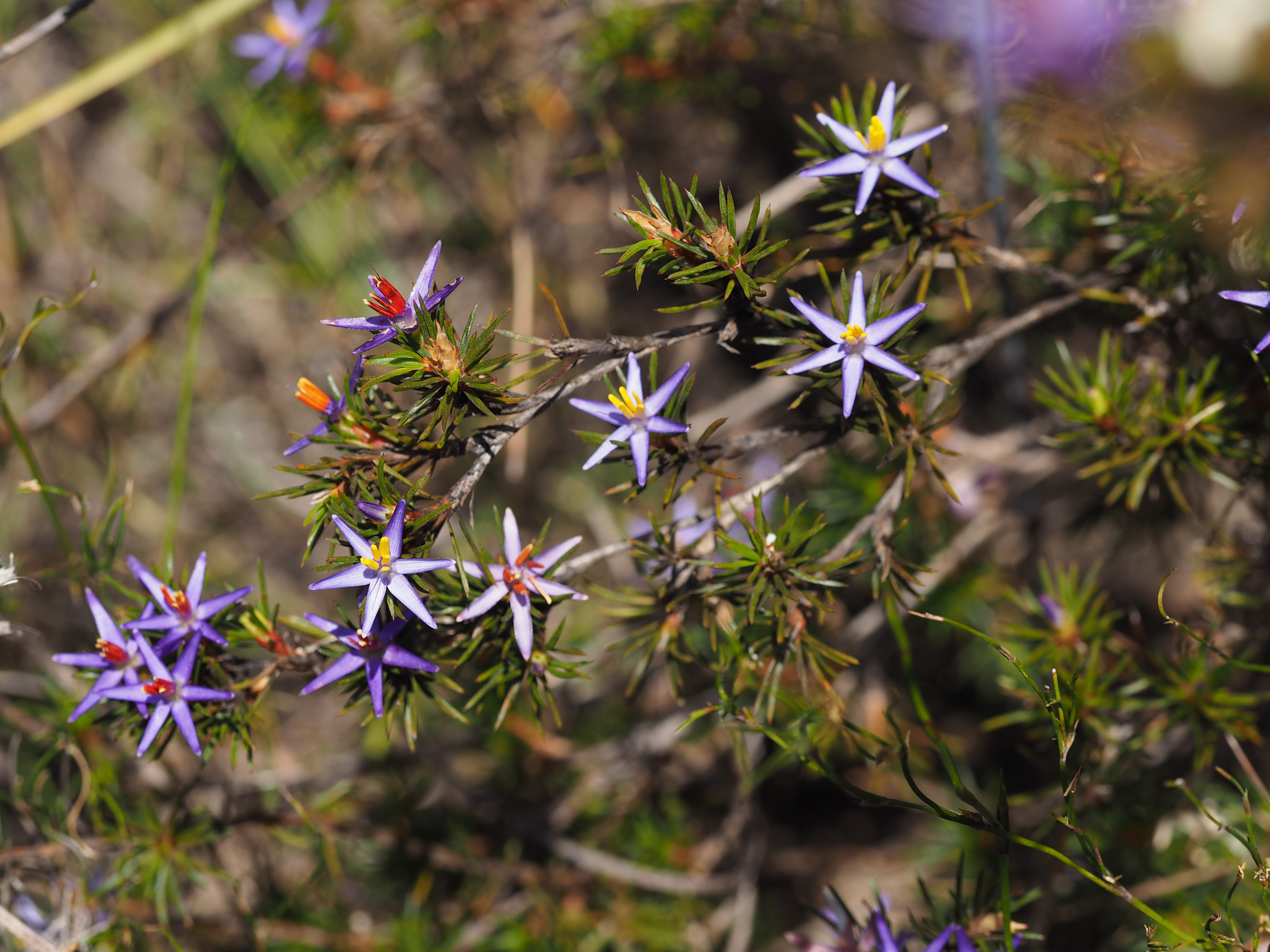
Calectasia cyanea
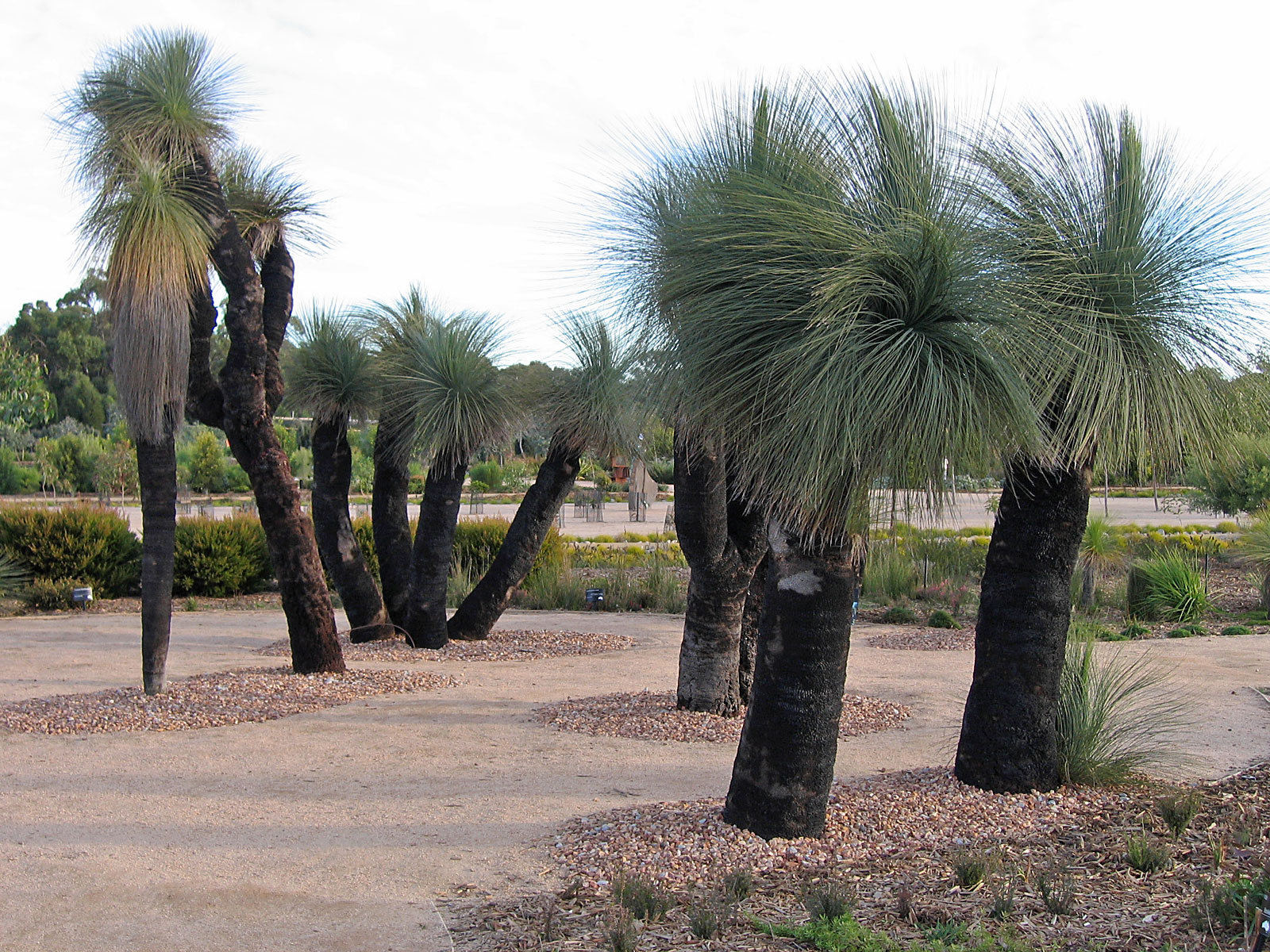
Skupina kingií Kingia australis
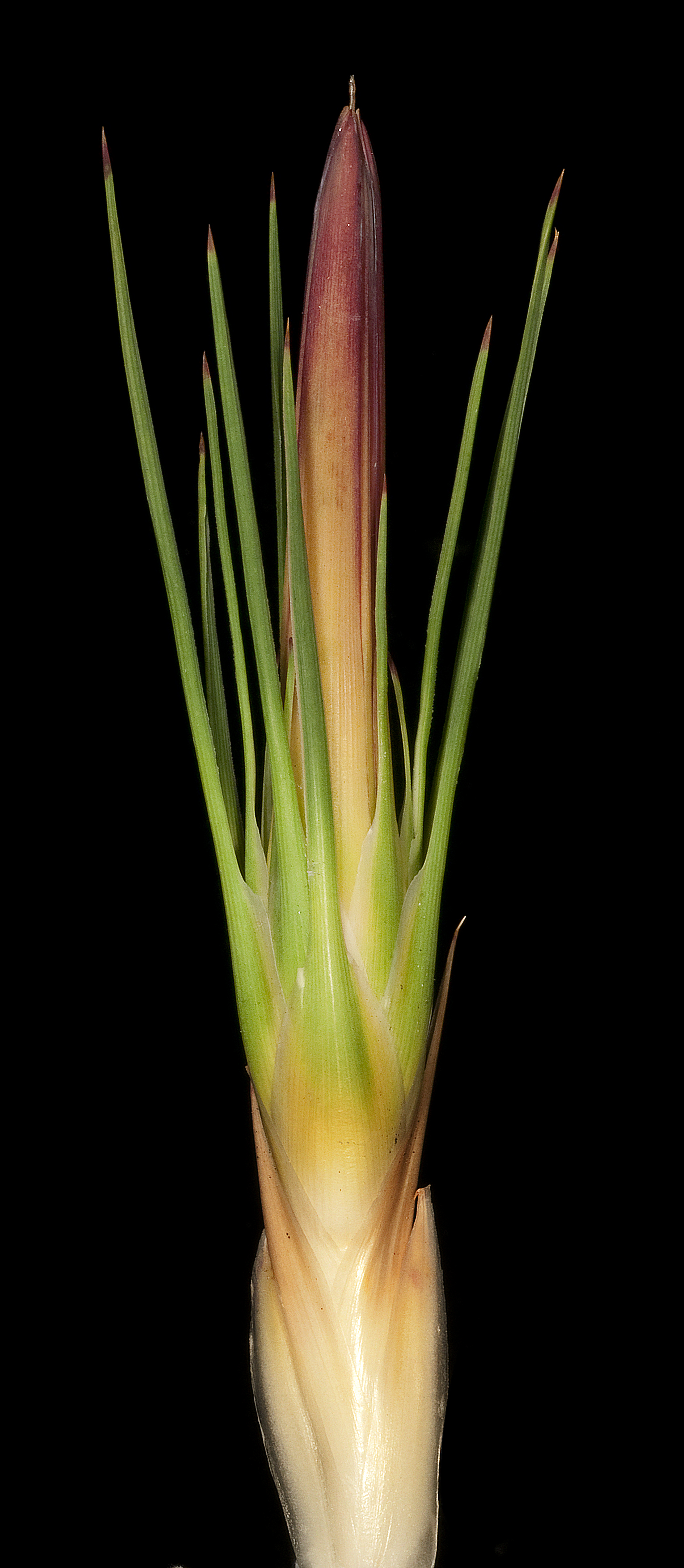
Část rostliny Baxteria australis

## Rozšíření
Čeleď zahrnuje 4 rody a 16 druhů. Největší rody jsou Calectasia (11 druhů) a Dasypogon (3 druhy). Rody Kingia a Baxteria jsou monotypické. Čeleď je svým rozšířením omezena výhradně na jihozápadní a jižní Austrálii a představuje jednu z endemických australských čeledí.
Rody Baxteria, Dasypogon a Kingia jsou endemity pobřežních oblastí jihozápadní Austrálie. Areál rodu Calectasia je poněkud širší a mimo jihozápadní Austrálie se vyskytuje i ve státě Victoria v jižní Austrálii. Zasahuje poněkud i do vnitrozemí. Zástupci čeledi rostou v různých biotopech, zejména v blahovičníkových lesích, vřesovištní vegetaci a na skalnatých stanovištích.

## Ekologické interakce
Květy kingie a rodu Dasypogon produkují hojný nektar. Navštěvují je zejména medosavky a rozličný hmyz, zejména včely, mouchy a mravenci (zejména velcí zástupci rodu Iridomyrmex). Květy rodu Calectasia jsou přizpůsobeny samoopylení, čnělka se v průběhu kvetení prodlužuje a receptivní blizna se dostává do úrovně prašníků ve chvíli, kdy z nich vypadává zralý pyl. U několika druhů tohoto rodu se v době zralosti květu výrazně mění barva prašníků ze žluté na oranžovočervenou až hnědou, což je vykládáno jako signál pro opylovače. Květy Baxteria australis páchnou jako shnilé maso a jsou opylovány mouchami.
Rostliny jsou dobře přizpůsobeny periodickým požárům a v období po požáru ve zvýšené míře vykvétají. Šíření semen je u většiny zástupců pasivní s výjimkou druhu Baxteria australis, jehož tobolky v době zralosti explozivně pukají a vystřelují semena do okolí.

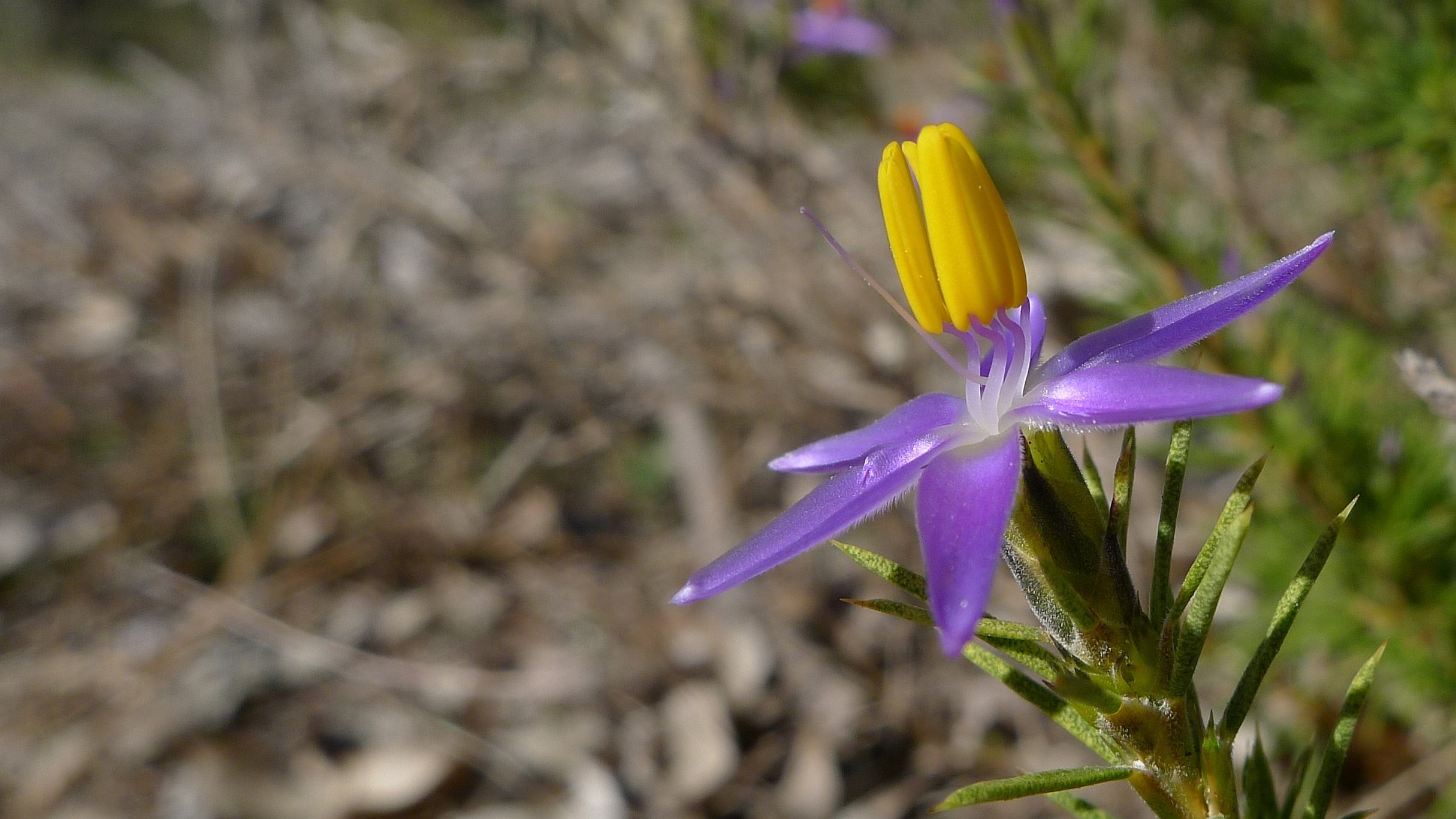
Květ Calectasia narragara se žlutými prašníky
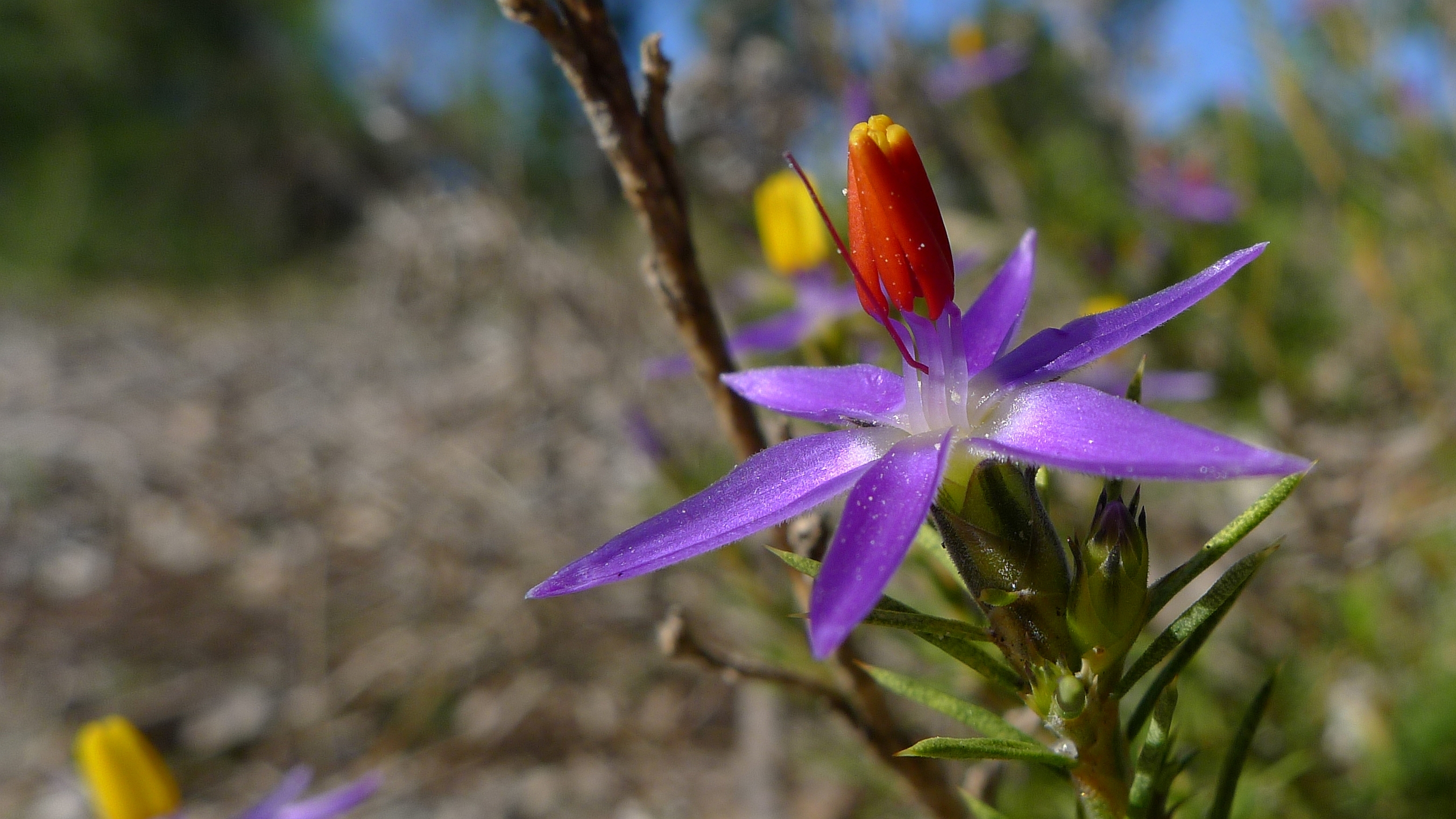
Květ Calectasia narragara s červenými prašníky

## Taxonomie
Zařazení čeledi bylo po dlouhou dobu nejisté. Nejčastěji byla řazena do řádu Asparagales (např. Dahlgrenův systém). Tachtadžjan ji řadil do řádu Xanthorrhoeales, Cronquist přímo do čeledi Xanthorrhoeaceae (žlutokapovité). Molekulární výzkumy blízkou příbuznost se žlutokapovitými nepotvrzují.
V systému APG byla čeleď Dasypogonaceae dlouho ponechána nezařazená do řádu v rámci skupiny jednoděložných rostlin zvané Commelinids. Až ve verzi APG IV vydané v roce 2016 je zařazena do řádu Arecales, který do té doby obsahoval výhradně čeleď Arecaceae (arekovité, palmy). Toto zařazení bylo provedeno na základě molekulární fylogenetické studie vydané v témže roce (Barrett et al., 2016). Čeleď Dasypogonaceae tak představuje sesterskou skupinu s palmami.
Čeleď je členěna na 2 podčeledi: Dasypogoneae (rody Dasypogon a Calectasia) a Kingieae (Kingia, Baxteria). Všechny 4 rody čeledi jsou po morfologické stránce dosti rozdílné a izolované. V minulosti byl do čeledi řazen i rod Lomandra (dnes v Asparagaceae).

## Zajímavosti
Kingie Kingia australis je pomalu rostoucí rostlina a dožívá se věku i několik set let. Svojí růstovou formou a dlouhověkostí připomíná jiný australský rod, žlutokap (Xanthorrhoea).

## Zástupci
- kingie (Kingia)[8]

## Význam
Kingie Kingia australis je v klimaticky příhodných oblastech světa občas pěstována jako atraktivní okrasná rostlina.

## Přehled rodů
Baxteria, Calectasia, Dasypogon, Kingia